# Бижанов, Ахан Хусаинович
Ахан Хусаинович Бижанов (каз. Ахан Құсайынұлы Бижанов; род. 23 августа 1949, Райымбекский район, Алматинская область) — казахстанский государственный и политический деятель. доктор политических наук (1997). Депутат Сената Парламента Республики Казахстан (2005—2017).

## Биография
Родился 23 июля 1949 года в селе Жамбыл Нарынкольского района (ныне Райымбекский район) Алматинской области. Происходит из рода албан Старшего жуза.
В 1971 году окончил Казахский политехнический институт по специальности «инженер-электромеханик».
В 1982 году окончил Алма-Атинскую высшую партийную школу по специальности «политолог».
В 1997 году защитил учёное звание доктора политических наук, тема диссертации: «Демократические основы модернизации казахстанского общества (политологический анализ)».

## Трудовая деятельность
С 1971 по 1973 годы — Электрик, инженер-электромеханик завода железобетонных изделий № 3 города Алматы.
С 1973 по 1976 годы — Заведующий отделом, секретарь Ленинского райкома ЛКСМ Казахстана.
С 1976 по 1980 годы — Инструктор Ленинского райкома партии, заместитель секретаря парткома машиностроительного завода им. С. М. Кирова.
С 1982 по 1983 годы — Заведующий отделом Ленинского райкома партии.
С 1983 по 1989 годы — Заместитель Председателя Ленинского райисполкома.
С 1989 по 1991 годы — Председатель Алатауского райисполкома, первый секретарь Алатауского райкома партии.
С 1992 по 1993 годы — Председатель Алматинского городского Совета народных депутатов.
С 1993 по 1994 годы — Первый заместитель Главы Алматинской городской администрации.
С 1995 по 2000 годы — Помощник Президента, заведующий отделом внутренней политики Администрации Президента Республики Казахстан.
С 2000 по 2005 годы — Заместитель, советник акима города Алматы.
С 5 июля 2017 года по настоящее время — Директор РГП «Институт философии, политологии и религиоведения».

## Выборные должности, депутатство
С март 1994 по март 1995 годы — Депутат Верховного Совета Республики Казахстан 13-го созыва, глава депутатской фракции партии «Народное единство Казахстана».
С 2005 по 2017 годы — Депутат Сената Парламента Республики Казахстан от города Алматы, Председатель Комитета по международным делам, обороне и безопасности.
Председатель Комитета по международным делам, обороне и безопасности (с декабрь 2005 по август 2007 годы), Председатель Комитета по социально-культурному развитию.
Член Национального совета Республики Казахстан;
Член Межпарламентской Ассамблеи государств-участников Содружества Независимых Государств;
Член Межпарламентской Ассамблеи Евразийского Экономического Сообщества;
Член группы сотрудничества с Конгрессом США, с Национальным собранием Республики Корея, с Сенатом Чешской Республики;
Член Национального совета Республики Казахстан;
Основатель, первый вице-президент Академии политических наук РК.
Председатель ЦК партии «Народное единство Казахстана» (1995—1999).

## Награды и звания
- Орден Курмет (2006)[5]
- Орден Парасат (2013)[6][7]
- Орден «Содружество» (МПА СНГ)
- Почётный работник образования Республики Казахстан
- нагрудный знак «За развитие физической культуры и спорта в Республики Казахстан»
- Почётная грамота Сената Парламента Республики Казахстан
- Медаль Парламентская Ассамблея ОДКБ «За укрепление парламентского сотрудничества в ОДКБ» (2016)[8]
- Награждён нагрудным знаком Первого Президента Республики Казахстан «Алтын барыс»
- Благодарственное письмо Первого Президента Республики Казахстан
- Награждён государственными юбилейными медалями Республики Казахстан и др.
- Звание «Почётный гражданин Алматы» (18 сентября 2020 года)[9]
- Медаль «МПА СНГ. 25 лет» (27 марта 2017 года, Межпарламентская ассамблея СНГ) — за заслуги в деле развития и укрепления парламентаризма, за вклад в развитие и совершенствование правовых основ функционирования Содружества Независимых Государств, укрепление международных связей и межпарламентского сотрудничества[10].

## Семья
- Женат. Жена: Макашева Галия Рахимжановна (1949 г.р.).
- Дети: сыновья — Данияр (1974 г.р.), Бахтияр (1980 г.р.).